# Zgornji Lehen na Pohorju
Zgornji Lehen na Pohorju is een plaats in Slovenië en maakt deel uit van de gemeente Ribnica na Pohorju in de NUTS-3-regio Koroška. De plaats telde 103 inwoners op 1 januari 2020.